# Municipalité du district de Jonava
La municipalité du district de Jonava (en lituanien : Jonavos rajono savivaldybė) est l'une des 60 municipalités de Lituanie. Son chef-lieu est Jonava.

## Seniūnijos de la municipalité du district de Jonava

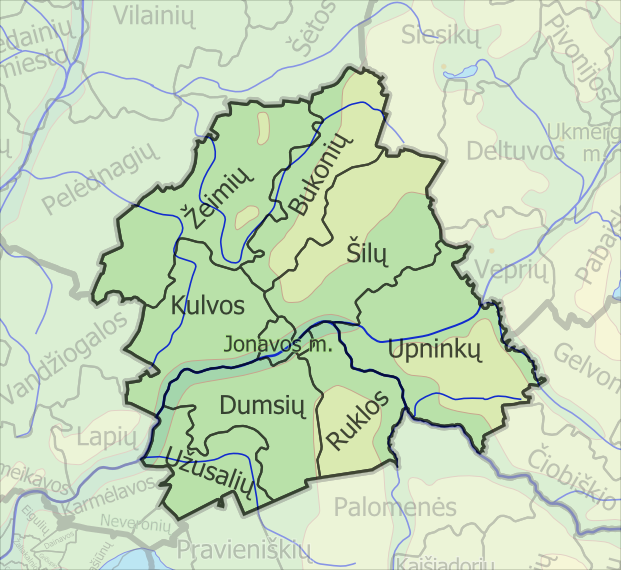
Seniūnijos de la municipalité du district de Jonava

- Bukonių seniūnija (Bukonys)
- Dumsių seniūnija (Šveicarija)
- Jonavos miesto seniūnija (Jonava)
- Kulvos seniūnija (Kulva)
- Ruklos seniūnija (Rukla)
- Šilų seniūnija (Šilai)
- Upninkų seniūnija (Upninkai)
- Užusalių seniūnija (Užusaliai)
- Žeimių seniūnija (Žeimiai)